# 10106 Lergrav
10106 Lergrav è un asteroide della fascia principale. Scoperto nel 1992, presenta un'orbita caratterizzata da un semiasse maggiore pari a 2,3440676 UA e da un'eccentricità di 0,1640830, inclinata di 2,15368° rispetto all'eclittica.
L'asteroide è dedicato all'omonima zona di faraglioni nell'isola Gotland.